# 12166 Олівергеррман
12166 Олівергеррман (12166 Oliverherrmann) — астероїд головного поясу, відкритий 25 вересня 1973 року.
Тіссеранів параметр щодо Юпітера — 3,360.